# Basso Scrivia
Basso Scrivia este o arie protejată (sit de importanță comunitară — SCI) din Italia întinsă pe o suprafață de 921 ha, integral pe uscat.

## Localizare
Centrul sitului Basso Scrivia este situat la coordonatele 44°57′42″N 8°52′07″E / 44.961786°N 8.868703°E.

## Înființare
Situl Basso Scrivia a fost declarat sit de importanță comunitară în octombrie 2014 pentru a proteja 29 de specii de animale.

## Biodiversitate
Situată în ecoregiunea continentală, aria protejată conține 5 habitate naturale: Cursuri de apă de la nivel de câmpie la nivel montan, cu vegetație Ranunculion fluitantis și Callitricho-Batrachion, Pajiști uscate seminaturale și facies de acoperire cu tufișuri pe substraturi calcaroase (Festuco-Brometalia) (* situri importante pentru orhidee), Păduri aluvionare cu Alnus glutinosa și Fraxinus excelsior (Alno-Padion, Alnion incanae, Salicion albae), Râuri cu maluri nămoloase cu vegetație de Chenopodion rubri p.p. și Bidention p.p., Păduri mixte riverane de Quercus robur, Ulmus laevis și Ulmus minor, Fraxinus excelsior sau Fraxinus angustifolia, de-a lungul marilor râuri (Ulmenion minoris).
La baza desemnării sitului se află mai multe specii protejate:
- păsări (23): pescăruș albastru (Alcedo atthis), egretă mare (Ardea alba), pasărea ogorului (Burhinus oedicnemus), bătăuș (Calidris pugnax), caprimulg (Caprimulgus europaeus), barză albă (Ciconia ciconia), șerpar (Circaetus gallicus), erete de stuf (Circus aeruginosus), erete vânăt (Circus cyaneus), egretă mică (Egretta garzetta), șoim de iarnă (Falco columbarius), șoim călător (Falco peregrinus), piciorong (Himantopus himantopus), sfrâncioc roșiatic (Lanius collurio), gaia neagră (Milvus migrans), gaia roșie (Milvus milvus), stârc de noapte (Nycticorax nycticorax), vultur pescar (Pandion haliaetus), viespar (Pernis apivorus), Phalacrocorax carbo sinensis, chiră de baltă (Sterna hirundo), chiră mică (Sternula albifrons), fluierar de mlaștină (Tringa glareola)
- nevertebrate (2): fluturele de noapte (Eriogaster catax), rădașcă (Lucanus cervus)
- pești (4): Barbus plebejus, Cobitis bilineata, Protochondrostoma genei, Telestes muticellus

Pe lângă speciile protejate, pe teritoriul sitului au mai fost identificate 39 de specii de păsări, 1 specie de amfibieni, 3 specii de nevertebrate, 4 specii de reptile.